# Staple Hill and Mangotsfield
Staple Hill and Mangotsfield är en civil parish i distriktet South Gloucestershire, i grevskapet Gloucestershire, i England. Civil parish är belägen 8 km från Bristol. Det inkluderar Staple Hill. Civil parishen inrättades den 1 april 2023.